# Stephanodaphne humberti
Stephanodaphne humberti är en tibastväxtart som beskrevs av Jacques Désiré Leandri. Stephanodaphne humberti ingår i släktet Stephanodaphne och familjen tibastväxter. Inga underarter finns listade i Catalogue of Life.